# Hatsuharu (lớp tàu khu trục)
Lớp tàu khu trục Hatsuharu (tiếng Nhật: 初春型駆逐艦 - Hatsuharugata kuchikukan) là một lớp bao gồm sáu tàu khu trục hạng nhất của Hải quân Đế quốc Nhật Bản phục vụ trước và trong Chiến tranh Thế giới thứ hai. Hai chiếc cuối cùng trong loạt này, vốn được hoàn tất sau khi có những cải biến trong thiết kế, đôi khi được xem là một "lớp Ariake" riêng biệt.

## Bối cảnh
Để phù hợp với Hiệp ước Hải quân London năm 1930, những chiếc thuộc lớp Hatsuharu được chế tạo nhỏ hơn đáng kể so với những lớp Fubuki và Akatsuki trước đó. Tuy nhiên, những nhà thiết kế Nhật Bản dự định kéo căng thiết kế tàu khu trục đương thời đến hay vượt quá giới hạn, khi trang bị cho lớp tàu mới dàn vũ khí chỉ hơi yếu hơn so với lớp trước đó, cho dù với một lườn tàu và trọng lượng choán nước nhỏ hơn.
Điều này đã dẫn đến một thiết kế nặng bên trên với những vấn đề về độ ổn định nghiêm trọng, và các biện pháp kiểm soát trọng lượng do các nhà thiết kế đưa ra nhằm chất càng nhiều vũ khí có thể được lên một lườn tàu có trọng lượng rẽ nước xác định đã đi đến giới hạn tột cùng, góp phần vào những yếu kém về cấu trúc con tàu. Điều này được thể hiện khi tàu phóng lôi Tomozuru bị lật úp vào năm 1934 khi biển động; và khi một cơn bão xé toạc mũi hai tàu khu trục lớp Fubuki vào năm 1935. Do hậu quả của hai sự cố nói trên, những chiếc trong lớp Hatsuharu được cho tái cấu trúc (hai chiếc được hoàn tất đầu tiên phải tái cấu trúc hai lần) hoặc cải biến trong khi chế tạo nhằm sửa chữa những vấn đề về độ ổn định của chúng.

## Thiết kế
Lớp tàu khu trục Hatsuharu được thiết kế để tháp tùng lực lượng tấn công chủ lực của Hải quân Nhật Bản, và để tiến hành những cuộc tấn công cả ngày và đêm bằng ngư lôi nhằm vào Hải quân Hoa Kỳ khi chúng vượt băng qua Thái Bình Dương, theo kế hoạch của học thuyết chiến lược hải quân Nhật Bản. Chúng sẽ được trang bị vũ khí ngang với lớp Fubuki trước đó cho dù trọng lượng choán nước chỉ có 1.400 tấn thay vì 1.700 tấn trên các tàu khu trục trước đây. Hơn nữa, hệ thống kiểm soát hỏa lực của chúng được chuyển sang kiểu hiện đại hơn so với hệ thống cũ, phù hợp cho việc sử dụng trong phòng không. Việc này đòi hỏi phải cải biến các tháp pháo để bắn ở góc cao, có nghĩa là cần có những động cơ mạnh hơn nhằm xoay và nâng các khẩu pháo nhanh chóng để đối đầu với máy bay tốc độ cao. Các ống phóng ngư lôi được cung cấp một lớp vỏ bảo vệ cho phép sử dụng chúng ngay cả khi biển động và bảo vệ khỏi những hư hại do mảnh đạn pháo. Lớp Hatsuharu cũng được trang bị cầu tàu chỉ huy hiện đại được bọc kín, bảo vệ khỏi sự càn quét bắn phá của máy bay. Những đòi hỏi này chỉ có thể đáp ứng bằng cách tăng thêm trọng lượng của phần bên trên (tức cấu trúc thượng tầng) và làm nâng cao trọng tâm của con tàu. Cách duy nhất để duy trì trọng lượng rẽ nước ở mức được ấn định là nỗ lực tìm cách giảm trọng lượng của lườn tàu và các thiết bị khác bên dưới mực nước càng nhiều càng tốt. Nhưng điều này đặt những nhà thiết kế vào thế "tiến thoái lưỡng nan" vì việc giảm phần trọng lượng con tàu bên dưới mực nước lại nâng cao hơn nữa trọng tâm và làm giảm độ ổn định của con tàu.
Trọng lượng của lườn tàu có thể giảm bớt tổng quát bằng cách sử dụng thép có phẩm chất cao vốn nhẹ hơn và nhỏ hơn với cùng sức chịu đựng, sẽ giúp giảm bớt kích cỡ, nhất là chiều dài; hoặc sử dụng các kỹ thuật tiên tiến như hàn điện, sẽ giúp giảm trọng lượng so với kỹ thuật đinh tán truyền thống. Người Nhật sử dụng cùng loại thép có độ co giãn cao dành cho lớp Hatsuharu giống như những lớp tàu khu trục cũ trước đây; và đã chọn không gia tăng công suất công suất các turbine và nồi hơi để đặt được tốc độ mong muốn, nhưng kéo dài lườn tàu để bùp đắp sự giảm công suất của một hệ thống động lực nhẹ hơn. Chiều ngang lườn tàu được mở rộng chịu đựng một phần trọng lượng nặng bên trên, nhưng mớn nước được giảm bớt để làm giảm lực cản, vốn lại làm giảm độ cân bằng do thu hẹp khoảng bên dưới mực nước so với khoảng bên trên, và chịu áp lực bởi gió. Hàn điện được sử dụng rộng rãi để làm giảm trọng lượng cho dù kỹ thuật này đang trong giai đoạn mới phát triển tại Nhật Bản và vẫn còn gặp phải nhiều vấn đề.
Các biện pháp làm giảm trọng lượng được sử dụng rộng rãi trong quá trình thiết kế và chế tạo lườn tàu. Nhiều khung với cấu trúc nhẹ được đặt gần lại hơn để làm giảm độ dày của vỏ lườn tàu, và việc áp dụng rộng rãi kỹ thuật hàn là một số kỹ thuật được sử dụng để giảm bớt trọng lượng lườn tàu 66,5 tấn (65,4 tấn Anh; 73,3 tấn Mỹ) so với lớp Fubuki. Những chiếc trong lớp Hatsuharu ngắn hơn 10 mét (33 ft) so với lớp Fubuki, nhưng có mật độ 4,9 tấn (4,8 tấn Anh; 5,4 tấn Mỹ) mỗi 1 mét (3,3 ft) chiều dài lườn tàu so với 5,09 tấn (5,01 tấn Anh; 5,61 tấn Mỹ) mỗi 1 mét (3,3 ft) của Fubuki.

## Mô tả
Lớp Hatsuharu ngắn hơn so với những tàu khu trục trước đó, với chiều dài chung 109,5 m (359 ft). Con tàu có bề rộng mạn thuyền 10 m (33 ft) và tầm nước khi đầy tải 3,35 m (11,0 ft). Cho dù đã nhấn mạnh đến việc tiết kiệm trọng lượng trong khi chế tạo, những con tàu vẫn bị quá nặng khi hoàn tất, với trọng lượng choán nước tiêu chuẩn 1.530 tấn (1.510 tấn Anh) và 1.981 tấn (1.950 tấn Anh) khi đầy tải, lớn hơn gần 130 tấn (100 tấn Anh) so với kế hoạch.
Lườn của lớp Hatsuharu giữ lại cấu hình chung của lớp Fubuki với một sàn trước kéo dài, và mũi tàu được loe ra rõ rệt để cải thiện tính năng đi biển ở tốc độ cao bằng cách tăng độ nổi và giảm thiểu bụi nước trên sàn tàu. Một cấu trúc cầu tàu lớn đặt phía sau sàn tàu trước, và bên trên là bốn trạm kiểm soát hỏa lực các loại, mỗi trạm đều được bảo vệ bằng những tấm "thép Dücol" dày 10 mm (4 inch) chống càn quét và mảnh đạn pháo.
Lần đầu tiên trên một tàu khu trục Nhật Bản, một tháp pháo bắn thượng tầng được bố trí phía trước cầu tàu. Nó chỉ là một tháp pháo nòng đơn Kiểu A để tiết kiệm trọng lượng bên trên của con tàu, và được gấn trên một sàn tàu để nâng nó bên trên tháp pháo nòg đôi Kiểu B đời 2 (B-gata kai-2) gắn trên sàn tàu phía trước. Tháp pháo nòng đôi thứ hai được gắn phía sau con tàu trên sàn chính. Những tháp pháo này nặng hơn đôi chút so với các tháp pháo Kiểu A và Kiểu B trước đây từng trang bị cho lớp Fubuki. Tất cả các tháp pháo đều được trang bị pháo 12,7 cm (5,0 in) Kiểu 3. Lỗ thoát hơi của hai phòng nồi hơi phía trước được sáp nhập chung vào ống khói trước trong khi phòng nồi hơi phía sau thoát khí vào một ống khói nhỏ phía sau. Cả hai ống khói đều nghiêng về phía sau để làm giảm bớt lượng khói có thể bay đến cầu tàu. Một cột ăn-ten ba chân được gắn giữa cầu tàu và ống khói phía trước.
Giữa hai ống khói là dàn ống phóng ngư lôi 61 xentimét (24 in) ba nòng đặt trên một bệ thấp. Phía sau nó là một ngăn chứa ngư lôi nạp thêm với hệ thống nạp nhanh bằng cơ khí cho ba quả ngư lôi dự phòng bên trong. Để duy trì độ ổn định bên, ống khói phía sau được đặt lệch sang mạn phải trong khi bệ phóng ngư lôi được đặt lệch sang mạn trái. Ngăn chứa ngư lôi nạp thêm cũng được đặt hơi chếch sang mạn trái và hướng vào phía trong để thuận tiện trong việc nạp lại ngư lôi. Dàn phóng ngư lôi giữa được đặt phía sau ống khói sau, nhưng ngăn chứa ngư lôi nạp thêm được bố trí tương tự như của bệ phía trước. Dàn phóng ngư lôi ba nòng phía sau được đặt thượng tầng bên mạn phải và chồng lên bệ giữa. Ngay phía sau bệ là ngăn chứa ngư lôi nạp thêm trên trục giữa, nhưng hơi hướng góc sang bên phải sao bệ phóng chỉ cần dịch chuyển một chút là thẳng hàng với ngăn chứa và được nạp lại. Đây là chiếc tàu đầu tiên trong lịch sử trang bị ống phóng ngư lôi trên thượng tầng, do sự khăng khăng của nhà thiết kế muốn trang bị chín ống phóng ngư lôi cho dù yêu cầu của Hải quân chỉ là sáu ống.
Một bệ nhỏ mang một máy đo tầm xa 2 m (6,6 ft) được gắn bên trên kho chứa ngư lôi phía sau, và một đèn pha tìm kiếm 90 cm (3,0 ft) đặt trên một tháp phía sau ống khói đuôi. Hai khẩu pháo phòng không QF 2 pounder Mark II (40mm) pom pom chế tạo theo giấy phép nhượng quyền bởi Vickers được gắn trên một bệ nâng cao phía trước ống khói đuôi. Điều kỳ dị rằng đây lại là trường hợp nhà thiết kế đã vượt quá những yêu cầu do Hải quân đặt ra.

### Động lực
Lớp Hatsuharu mang hai bộ turbine hơi nước hộp số Kampon, mỗi chiếc vận hành một trục chân vịt. Mỗi bộ bao gồm một turbine áp lực thấp và một áp lực cao, cùng với một turbine đường trương kết nối với turbine áp lực cao. Các turbine trên được nối với trục chân vịt bởi một hộp số giảm tốc hai bánh răng. Chân vịt có đường kính 3,05 m (10,0 ft) và bước xoắn 3,7 m (12 ft). Tổng công suất của lớp Hatsuharu chỉ có 42.000 hp (31.000 kW) so với 50.000 hp (37.000 kW) của lớp Fubuki dẫn trước, nhưng hệ thống động lực nhẹ hơn và có hiệu suất tốt hơn đáng kể. Hệ thống động lực của Hatsuharu chỉ nặng 106 tấn (104 tấn Anh; 117 tấn Mỹ) so với 144 tấn (142 tấn Anh; 159 tấn Mỹ) của Fubuki, tức là 396 shaft horsepower mỗi tấn so với 347 mã lực mỗi tấn trên những lớp tàu trước đó.
Tương tự, ba nồi hơi Kampon kiểu Ro-Gō sử dụng cho lớp Hatsuharu nặng 50 tấn (49 tấn Anh; 55 tấn Mỹ) so với nồi hơi nặng 51 tấn (50 tấn Anh; 56 tấn Mỹ) của lớp Fubuki, nhưng sản sinh công suất 14.000 hp (10.000 kW) mỗi chiếc trong khi nồi hơi cũ chỉ có 12.500 hp (9.300 kW). Điều này đã cung cấp một chỉ số 3,6 kg mỗi mã lực trên chiếc Hatsuharu so với 4,1 kg mỗi mã lực trước đây. Thiết kế mới hơn của nồi hơi cũng sử dụng hơi nước ở áp suất 20 bar (290 psi) giống như kiểu cũ, nhưng áp dụng kỹ thuật siêu đốt nóng để cải thiện hiệu suất trong khi các nồi hơi cũ đơn giản chỉ sử dụng hơi nước bảo hòa.
Một máy phát điện turbine 100 kW được đặt sau hộp số giảm tốc trong một khoang riêng biệt, và hai máy phát điện diesel 40 kW được đặt giữa các trục chân vịt. Vào lúc hoàn tất, lớp Hatsuharu có tầm hoạt động 4.000 hải lý (7.400 km) ở tốc độ 18 hải lý trên giờ (33 km/h) với 460 tấn (450 tấn Anh; 510 tấn Mỹ) nhiên liệu. Khi chạy thử máy, Nenohi đạt tốc độ tối đa 37,64 hải lý trên giờ (69,71 km/h) từ một công suất 47.150 hp (35.160 kW) với trọng lượng choán nước 1.677 tấn (1.651 tấn Anh; 1.849 tấn Mỹ).

### Vũ khí trang bị
Những tàu khu trục lớp Hatsuharu sử dụng cùng kiểu hải pháo 127 mm/50 Loại 3 đã trang bị cho lớp Fubuki, nhưng mọi tháp pháo đều có thể nâng đến một góc 75°, cho phép dàn pháo chính có khả năng tối thiểu đương đầu với máy bay. Trong chiến tranh, tháp pháo nòng đơn được tháo dỡ trên mọi chiếc còn lại sau năm 1942. Vũ khí phòng không duy nhất là hai khẩu QF 2 pounder (40 mm) Mark II (pom pom) làm mát bằng nước chế tạo theo giấy phép nhượng quyền của hãng Vickers. Những khẩu pháo này được xem là quá nặng nề, bắn chậm và tầm ngắn; nên được thay thế bằng pháo phòng không Hotchkiss Kiểu 96 25 mm chế tạo theo giấy phép nhượng quyền của Pháp trên các bệ nòng đơn, nòng đôi và ba nòng từ năm 1943 cho những chiếc còn sống sót. Không phải lúc nào cũng biết được con số chính xác, nhưng Hatsuharu trang bị ba khẩu đội ba nòng vận hành bằng điện, kể cả một khẩu đội thế chỗ cho tháp pháo 127 mm nòng đơn, một khẩu đội nòng đôi vận hành bằng điện bố trí trên một bệ trước cầu tàu và hai khẩu nòng đơn vận hành bằng tay vào tháng 6 năm 1944. Những khẩu đội 25 mm vận hành bằng điện này không thỏa đáng, vì tốc độ xoay và nâng của chúng quá chậm không thể đối đầu với máy bay tốc độ cao, nên có thêm các khẩu đội nòng đơn được trang bị cho các con tàu vào năm cuối cùng của chiến tranh. Ví dụ như Hatsushimo trang bị mười khẩu 25 mm nòng đơn khi nó bị đánh chìm vào tháng 7 năm 1945. Bốn súng máy Hotchkiss Kiểu 93 13,2 mm chế tạo theo giấy phép nhượng quyền cũng được trang bị cho Hatsushimo, nhưng chúng ít có hiệu quả đối với máy bay hiện đại.
Ngư lôi 610 mm Kiểu 90 được trang bị trên các ống phóng Kiểu 90 loại 2 ba nòng, có nguồn gốc từ loại ống phóng Kiểu 89 nòng đôi được sử dụng trên lớp tàu tuần dương hạng nặng Takao. Các tấm chắn được lắp đặt cho cả bệ phóng ngư lôi lẫn kho chứa ngư lôi để bảo vệ chúng không bị ảnh hưởng bởi thời tiết và sự bắn phá của máy bay. Thoạt tiên các tấm chắn được làm bằng duralumin để tiết kiệm trọng lượng, nhưng chúng nhanh chóng bị ăn mòn nên cần có biện pháp thay thế. Thép "NiCrMo", lấy ra từ các buồng hơi của những quả ngư lôi lạc hậu với độ dày 3 mm, được chọn dùng làm tấm chắn mới để tiết kiệm trọng lượng. Trọng lượng của bệ ống phóng Kiểu 90 loại 2 kể cả tấm chắn là 14,4 tấn chưa tính đến bản thân các quả ngư lôi; và mặc dù được bổ sung thêm một nòng, nó vẫn nhẹ hơn Kiểu 89 (14,5 tấn). Nó được xoay bằng một hệ thống điện-thủy lực, và có thể xoay 360° trong vòng 25 giây; nếu hệ thống quay tay dự phòng được sử dụng, thời gian cần đến là hai phút. Mỗi ống phóng ngư lôi có thể nạp lại trong vòng 23 giây sử dụng dây tời.
Thoạt tiên chỉ có 18 mìn sâu được mang theo trên một đường ray phía đuôi tàu, nhưng được tăng lên 36 quả vào mùa Thu năm 1942. Hình như không có thiết bị sonar hay bộ dò âm dưới nước nào được trang bị cho đến khi chiến tranh nổ ra, khi bộ sonar Kiểu 93 và bộ dò âm dưới nước Kiểu 93 được bổ sung. Cả hai đều kém hơn so với những thiết kế đương thời của Anh và Mỹ.

### Radar
Radar đã không được trang bị cho những chiếc còn lại của lớp này cho đến tận cuối chiến tranh, có lẽ vào cuối năm 1944. Chúng được gắn một radar Kiểu 22 trên cột ăn-ten trước, Kiểu 13 trên cột ăn-ten chính và một thiết bị chống radar Kiểu E-27 cao bên trên cột ăn-ten trước.

## Chế tạo
Mười hai tàu khu trục thuộc lớp Hatsuharu đã được chấp thuận cho chế tạo vào năm 1931 như một phần của cái gọi là Chương trình Bổ sung Vũ khí Hải quân Nhật Bản (1931) (Maru Ichi Keikaku). Ba chiếc được đặt lườn vào năm tài chính 1931 và ba chiếc tiếp theo trong năm tài chính 1933. Tuy nhiên, sáu chiếc còn lại được chế tạo như những chiếc thuộc lớp Shiratsuyu.

## Những cải biến trong thiết kế
Khi chạy thử máy Hatsuharu được khám phá là bị lật nghiêng trầm trọng, với thời gian lật nghiêng rất ngắn và nó nghiêng một góc 38° ở tốc độ cao khi khi bánh lái được đặt ở góc 10°, chứng tỏ rằng chiều cao khuynh tâm của nó quá thấp. Vào tháng 9 năm 1933, Hải quân Nhật yêu cầu bổ sung một bầu 300 milimét (12 in) mỗi bên mạn lườn tàu để gia tăng chiều rộng mạn tàu và gia tăng chiều cao khuy nh tâm. Hatsuharu và Nenohi được cải biến sau khi đã hoàn tất; Wakaba và Hatsushimo được cải biến đang khi chế tạo; còn Ariake và Yugure chỉ ở vào giai đoạn đầu nên được thay đổi thiết kế với chiều rộng mạn tàu tăng thêm 1 mét (3,3 ft). Những bầu này được ước lượng đã bổ sung thêm trọng lượng 30 tấn (30 tấn Anh; 33 tấn Mỹ) đối với lúc chạy thử máy.

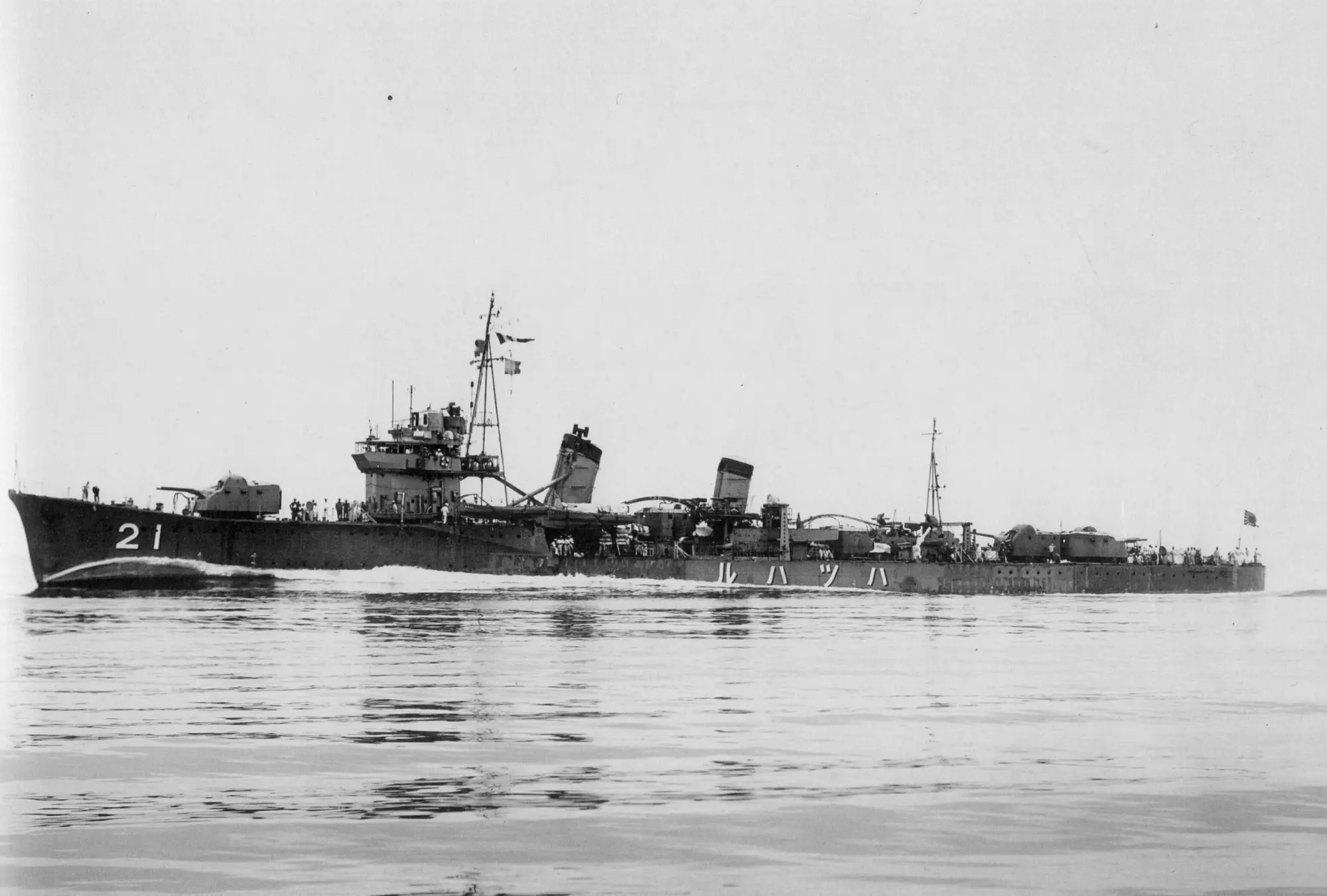
Hatsuharu vào lúc được tái cấu trúc

Sự kiện tàu phóng lôi Tomozuru bị lật úp vào năm 1934 đã buộc Hải quân phải đánh giá lại lượng vũ khí nặng được trang bị cho Hatsuharu và các lớp khác. Mọi chiếc trong lớp Hatsuharu đều được cải biến để tăng cường độ thăng bằng:
- Cấu trúc sàn trên phía sau và máy đo tầm xa được tháo dỡ; khẩu pháo 127 mm nòng đơn phía trước được tái bố trí đến đây, ngay phía trước tháp pháo nòng đôi phía sau; hầm đạn của nó được cải biến để sử dụng như một thùng nhiên liệu.
- Bệ phóng ngư lôi ba nòng số 3 cùng ngăn chứa ngư lôi nạp thêm tương ứng được tháo dỡ.
- Cầu tàu hoa tiêu được đặt thấp hơn một sàn tàu và lớp vỏ giáp chống càn quét trên toàn bộ cấu trúc cầu tàu được tháo dỡ.
- Cả hai ống khói được cắt ngắn đi 1–1,5 mét (3 ft 3 in–4 ft 11 in) cũng như cả hai cột buồm.
- Bệ phóng ngư lôi phía trước được hạ thấp ,3 mét (1 ft 0 in), bệ súng máy được hạ thấp 1,5 mét (4 ft 11 in) và bệ đèn pha được hạ thấp 2 mét (6 ft 7 in).
- Các bầu được tháo dỡ và kho chứa dây neo được hạ thấp một sàn tàu.
- Lớp vỏ ngoài của đáy tàu được tăng cường và khoảng 70 tấn (69 tấn Anh; 77 tấn Mỹ) trọng lượng dằn được bổ sung vào đáy tàu.
- Một hệ thống tự động bơm nước biển vào một phần các thùng nhiên liệu nhằm bù trừ cho lượng nhiên liệu tiêu thụ khiến cho trọng tâm bị nâng lên làm giảm độ thăng bằng. Nhờ sự khác biệt về khối lượng riêng, nước biển lắng dưới đáy thùng chứa trong khi dầu đốt sẽ nổi bên trên.[16]

Hai chiếc đầu tiên trong lớp, Hatsuharu và Nenohi, đã được đưa ra hoạt động vào lúc xảy ra sự kiện Tomozuru. Chúng được rút khỏi phục vụ và cải biến tại Xưởng hải quân Kure. Bốn chiếc còn lại trong lớp vẫn còn đang được chế tạo và được cải biến trước khi hoàn tất.
Do những vấn đề về độ ổn định bộc lộ bởi Hatsuharu trong khi chạy thử, Ariake và Yugure được cải biến với hai bánh lái thăng bằng đặt ngay phía sau các chân vịt và nghiêng ra ngoài một góc 18,5° nhằm giảm góc nghiêng khi bẻ lái. Điều này đã khiến tốc độ của chúng bị giảm đi 1 hải lý trên giờ (1,9 km/h). Cuối cùng chúng cũng bị tháo dỡ do dư thừa sau khi chạy thử máy vì cả hai chiếc đều được tái thiết kế để phản ảnh những bài học của sự kiện Tomozuru.

### Gia cường thêm lườn tàu
Do kết quả của những hư hại gây ra cho lườn tàu của hai tàu khu trục lớp Fubuki trong một cơn bão vào ngày 26 tháng 9 năm 1935, cuộc điều tra tiếp theo sau đã đưa đến việc mọi chiếc trong lớp Hatsuhuru phải trải qua 3 tháng trong ụ tàu để gia cường thêm lườn tàu, khiến nó nặng thêm 54 tấn, các thùng dằn cố định tăng từ 64 lên 84 tấn. Công việc này cộng với những cải biến trước đó khiến những con tàu nặng hơn 23,2%, giảm đi 33% số ngư lôi trang bị, và chậm hơn 3 hải lý trên giờ (5,6 km/h) so với những tiêu chuẩn thiết kế ban đầu.

## Phục vụ trong chiến tranh
Mọi chiếc trong lớp Hatsuharu đều bị mất trong cuộc Chiến tranh Thái Bình Dương. Bốn chiếc bị máy bay đánh chìm, Nenohi trúng ngư lôi từ tàu ngầm Mỹ USS Triton, và chiếc cuối cùng Hatsushimo trúng phải một quả thủy lôi trong khi đang lẩn tránh cuộc không kích của máy bay Mỹ vào tháng 7 năm 1945.

## Những chiếc trong lớp[22][23]
| Tàu               | Đặt lườn             | Hạ thủy              | Hoạt động            | Số phận                           |
| Hatsuharu (初春)  | 14 tháng 5 năm 1931  | 27 tháng 2 năm 1932  | 30 tháng 9 năm 1933  | Bị đánh chìm 13 tháng 11 năm 1944 |
| Nenohi (子日)     | 15 tháng 12 năm 1931 | 22 tháng 12 năm 1932 | 30 tháng 9 năm 1933  | Bị đánh chìm 5 tháng 7 năm 1942   |
| Wakaba (若葉)     | 12 tháng 12 năm 1931 | 18 tháng 3 năm 1934  | 31 tháng 10 năm 1934 | Bị đánh chìm 24 tháng 10 năm 1944 |
| Hatsushimo (初霜) | 31 tháng 1 năm 1933  | 4 tháng 11 năm 1933  | 27 tháng 9 năm 1934  | Bị đánh chìm 30 tháng 7 năm 1945  |
| Ariake (有明)     | 14 tháng 1 năm 1933  | 23 tháng 9 năm 1934  | 25 tháng 3 năm 1935  | Bị đánh chìm 28 tháng 7 năm 1943  |
| Yugure (夕暮)     | 9 tháng 4 năm 1933   | 6 tháng 5 năm 1934   | 30 tháng 3 năm 1935  | Bị đánh chìm 20 tháng 7 năm 1943  |